# الكحول في الكتاب المقدس
المشروبات الكحولية مذكورة في الكتاب العبري، بعد أن زرع نوحٌ كَرمًا وأُسكر. في العهد الجديد، كان من معجزات يسوع أنه صنع مقادير وفيرة من الخمر (النبيذ) عند الزواج في قانا (يوحنا 2). النبيد هو المشروب الكحولي الأكثر شيوعا وذكرًا في الأدب التوراتي، وهو فيها مصدر للرمزية، وقد كان جزءًا مهمًّا من الحياة اليومية في أيام الكتاب المقدس. كان أهل إسرائيل القديمة يشربون الجعة والخمور المصنوعة من فواكه غير العنب، وقد ذُكر هذا في النصوص المقدسة.
كلمة الكحول أصلها عربي، من كلمة الغَول، التي تعني الشبح والجنّي والخمر. وردت كلمة الغول في القرآن (الآية 37:47) ودلّت على السُّكر الذي يحصل عند شرب الخمر. أصل الكلمة «غول» يعني الحماقة أو الجهل. والغول هو شبح شرير يغتال الناس. أما الكلمة الإنكليزية Bogey فتستعمل أحيانًا للدلالة على تشخّص الشيطان. بالإضافة إلى الكلمة الأصلية التي تدل على الروح أو الشيطان، تبنّى الأوروبيون بعد ذلك الكلمة (في القرن السادس عشر غالبًا) ثم أصبحت مستعملة في الدوائر العلمية مصطلحًا تقنيًّا يدل على الإيثانول.
باعتبار أصل الكلمة وطبيعة الغول «شيطان يغتال ويقتل»، يمتنع مسيحيون كثيرون عن الكحول لأن يسوع كان يطرد الشياطين. بالإضافة إلى ذكر القوة المدمرة للغَول على الأفراد والمجتمع، إذ سُمّي كثيرًا أخطَر مخدِّر في العالم، يذكرون آيات منها الآية 10:21 في الرسالة الأولى إلى أهل كورنثوس، التي تقول «لا تقدرون أن تشربوا كأس الرب وكأس الشياطين. لا تقدرون أن تشاركوا في مائدة الرب وفي مائدة الشياطين».
تُظهر أدبيات كتابية أخرى موقفًا متناقضًا من الأشربة التي قد تُسكر، وتعدّها في الوقت نفسه بركةً من الله وجالبةً للسعادة والسرور، وخطرًا يمكن أن يساء استعماله. حافظت العلاقات بين اليهودية والكحول والمسيحية والكحول على هذا التوتر نفسه، ولكن بعض الفِرَق المسيحية الحديثة، خصوصًا المجموعات الأمريكية البروتستانتية أيام منع الكحول، رفضت الكحول وعدّته شرًّا. تستعمل النسخ الأصلية للكتاب المقدس كلمات عديدة للمشاريب الكحولية: 10 على الأقل عبرية، و5 إغريقية. السُّكر مكروه ولا يصوَّر كثيرًا، وقد امتنع بعض الأفراد في الكتاب المقدس عن الكحول. تستعمل الخمر رمزيًّا، لمعاني إيجابية وسلبية. يوصَف استعمال الخمر في طقوس دينية أو استعمالات طبية في الوقت نفسه.

## الإشارات الكتابية
إن الإشارات الكتابية الكثيرة للخمر بعضها سلبي وبعضها إيجابي، بعضها واقعي وبعضها رمزي، بعضها وصفي وبعضها تعليمي. تدلّ الأدلّة الآثارية والسجلات المكتوبة معًا على كثرة زراعة العنب في إسرائيل القديمة وشيوع شرب الخمر. تظهر مقادير الإنتاج الظاهرة في الأدلة الآثارية وكثرة الإشارات الكتابية للخمر أنها كانت المشروب الكحولي الرئيس بين بني إسرائيل القدماء.

### السكر
يقول معجم إيستون للكتاب المقدس: «خطيئة السكّر... لم تكن نادرة في الأزمنة القديمة، إذ ذكرت في الكتاب المقدس أكثر من سبعين مرة»، ولكن بعض الناس يقول إنها كانت «خطيئة للأغنياء لا للفقراء». يوافق مفسّروا الكتاب المقدّس بالعموم على أن النصوص المقدسة العبرية والمسيحية جميعًا، تشجب السُّكر العادي وتعدّه إخفاقًا روحيًّا وأخلاقيًّا في آيات منها:
- سفر الأمثال 23:20: «لا تكن بين شريبي الخمر، بين المتلفين أجسادهم، لأن السكير والمسرف يفتقران، والنوم يكسو الخرق.»
- إشعيا 11:5: «ويل للمبكرين صباحا يتبعون المسكر، للمتأخرين في العتمة تلهبهم الخمر. وصار العود والرباب والدف والناي والخمر ولائمهم، وإلى فعل الرب لا ينظرون، وعمل يديه لا يرون.»
- الرسالة إلى أهل غلاطية 5:19–21: «وأعمال الجسد ظاهرة، التي هي: زنى، عهارة، سكر، دعارة، وما أشبه ذلك. فأقول لكم عنها كما سبقت فقلت أيضا: إن الذين يفعلون مثل هذه لا يرثون ملكوت الله.»

- الرسالة إلى أهل أفسس 5:18: «ولا تسكروا بالخمر الذي فيه الخلاعة، بل امتلئوا بالروح».

كانت عواقب سكر نوح ولوط «أمثلة على أخطار السكر وإنقاصه العقل». تستغلّ يهوديت في سفر يهوديت سُكر القائد الآشوري أليفانا لتقطع رأسه في نصر بطولي للشعب اليهودي وهزيمة نكراء للقائد، الذي كان يخطط لإغواء يهوديت.
تصف الفقرات الأصلية في سفر إسدرا (عزرا) الأول، نقاشًا بين المستشارين الثلاثة لداريوس الأول في معرفة أيّ الثلاثة أقوى: الخمر أو الملك أو النساء (وفوقهم جميعًا الحقيقة). لا تنتصر حجّة الخمر في النقاش، ولكن هذا الأخير يظهر وصفًا واضحًا لنظرة القدماء لقوة الخمر.
من الفقرات المهمة والمتنازع فيها في سفر الأمثال هي 31:4-7. يؤكد بعض المسيحيين أن الخمر محرّمة على الملوك في كل الأزمنة، ولكن معظم المفسّرين يقولون إن المذكور هنا هو إساءة استعمالها فقط. يقول البعض إن التعليمات التالية بشأن الهلاك يجب أن تفهَم كأنها استهزاء إذا قورنت بالآيات السابقة، ولكن آخرين يقولون إن الجعة والخمرة مثلهما مثل الهلاك لصعود الأرواح، ويقول آخرون إن الكتاب المقدس هنا أباح الكحول للاستعمال التخديري. بل وإن البعض اقترح أن الخمور التي قدمها يسوع لدى صلبه كانت تخديرية.

### القرابين والأعياد
وصفت النصوص العبرية الخمر للاستعمال في عدة احتفالات وطقوس. خصوصًا: الخمر المخمّرة قربان شرابي، جزءٌ من قربان الفواكه الأول، وجزء من عدة قرابين مكملة. كانت الخمر تحفَظ في المعبد في بيت المقدس، وكان للملك مخازنه الخاصة.
كانت ساحة الولائم تسمّى «بيت الخمر»، وكانت الخمر هي الشراب المعتاد في معظم الولائم العلمانية والدينية، ومنها ولائم الاحتفال والضيافة والتعشير والأعياد اليهودية كالفصح اليهودي، وكذلك عند الدفن. كانت أول معجزة في تبشير يسوع العلني تحويل الماء إلى خمر في زفاف في قانا. شرع يسوع الأفخارستيا في العشاء الأخير، وكان ذلك في عيد الفصح، وفصل عند ذلك الخبزة و«ثمرة الكرم» اللتان كانتا موجودتان هنالك وأصبحا رمزًا للعهد الجديد. عاب القدّيس بولس بعد ذلك على الكورنثوسيين سُكرهم من الخمر المقدَّمة في احتفالاتهم بالعشاء الأخير.

### جالب السرور
يتكلم الكتاب المقدس أيضًا عن الخمر بعبارات عامة كجالب السعادة والسرور، لا سيما في سياق القوت والولائم، أمثلة:
- المزمور 104:14–15: «(الله) المنبت عشبا للبهائم، وخضرة لخدمة الإنسان، لإخراج خبز من الأرض، وخمر تفرح قلب الإنسان، لإلماع وجهه أكثر من الزيت، وخبز يسند قلب الإنسان». فرّق القديس غريغوري أسقف نيصص (توفي 395) بين نوعين من الخمر (المسكر وغير المسكر)، «لا ينصح الرسول بالخمر التي تنتج السكر وتتحايل على الحواس وتدمر الجسم، بل التي تفرح القلب».[43]
- سفر الجامعة 9:7: «اذهب كل خبزك بفرح، واشرب خمرك بقلب طيب، لأن الله منذ زمان قد رضي عملك.»

يناقش بن سيرا استعمال الخمر في عدة أماكن، مؤكدًا على السرور والتعقّل.

### النذور والواجبات
حُرّمت الخمر في الكتاب المقدس على بعض الأفراد بسبب نذورهم وواجباتهم. حُرّم على الملوك المبالغة في الشراب لئلّا تكون أحكامهم ظالمة. وحُرّم على الكهنة، ولو أن الكهنة كانوا يُعطَون «أفضل أنواع الخمر الجديدة» من قرابين الفواكه الأولى ليشربوها خارج التابوت والهيكل.